# Pescia
Pescia (pron. /'peʃʃa/) est une commune de Toscane en Italie, dans la province de Pistoia. 
Pescia est connue pour son marché international aux fleurs, pour son Palio et pour le village voisin, Collodi, village natal de la mère de Carlo Lorenzini alias Carlo Collodi, auteur de Pinocchio.
Pescia se trouve à mi-chemin entre Lucques et Florence, à la limite nord-orientale de la Plaine de Lucques, aux confins nord-ouest de la Valdinievole.

## Description
Pescia est une des rares villes d'Italie à avoir deux parties bien distinctes : l’une avec le château, rive gauche, dédiée à la vie publique et l’autre avec le Dôme (Cathédrale), rive droite, dédiée à la vie religieuse.
Pescia possède également des petits villages accrochés en haut des montagnes environnantes que Jean de Sismondi appelle la Suisse pesciatine, compte tenu de la ressemblance avec les montagnes de sa patrie natale.
Ces villages sont tous construits de la même façon : exposés au soleil, avec des murailles (certaines furent démolies pour laisser place à de nouvelles constructions), avec une tour transformée en habitation ou en campenard pour l'église du village.
Les noms de ces localités sont : Médicine, Fibbialla, Aramo, San Quirico, Castelvecchio, Stiappa, Pontito, Sorana, Vellano.

## Géographie

Localisation de la commune de Pescia à l'intérieur de la province de Pistoia

## Histoire
À la suite des fouilles archéologiques, on suppose que Pescia fut fondée par les Lombards. Le nom de Pescia provient d’un mot lombard signifiant « fleuve » qui a été écorché par les latins.
Envahie et détruite par les troupes de Lucques vers 1200, la ville fut reconstruite rapidement. Pendant le Moyen Âge, Florence et Lucques se sont disputé cette ville, située entre les deux républiques. Après que Pise eut essayé de l'envahir sans succès, la ville passa sous la domination de Florence et se trouva donc impliquée dans le conflit entre les Guelfes et les Gibelins.
L'économie de la ville reposait principalement sur l'élevage du ver à soie dont on dit qu’il a été introduit secrètement d’Orient, pour la première fois en Europe, par un moine de Pescia.
À la fin du XVIIe siècle, le grand-duc de Toscane éleva Pescia au rang de ville. Le passage de Napoléon pesa gravement sur l'économie de la ville : la betterave à sucre remplaça la soie.
Les bombardements de la Seconde Guerre mondiale endommagèrent très gravement Pescia, mais la ville se redressa rapidement. Le Marché aux Fleurs Vieux fut construit et ensuite le Marché aux Fleurs Nouveau, point de départ du commerce des fleurs dans le monde.

## Administration
| Période                                  | Période  | Identité                   | Étiquette            | Qualité                 |
| ---------------------------------------- | -------- | -------------------------- | -------------------- | ----------------------- |
| 1944                                     | 1945     | Mario Giaccai              | PSIUP                |                         |
| 1945                                     | 1951     | Ferruccio Tongiorgi        | PSIUP                |                         |
| 1951                                     | 1956     | Giuseppe Rolando Anzilotti | PSIUP                |                         |
| 1956                                     | 1961     | Mario Valleggi             | DC                   |                         |
| 1961                                     | 1965     | Umberto Incerpi            | PSDI                 |                         |
| 1965                                     | 1970     | Nilo Silvestri             | PSI                  |                         |
| 1970                                     | 1972     | Mario Biscioni             | DC                   |                         |
| 1972                                     | 1975     | Mosfero Panteri            | DC                   |                         |
| 1975                                     | 1980     | Carlo Giannetti            | PSI                  |                         |
| 1980                                     | 1983     | Carlo Corradini            | DC                   |                         |
| 1983                                     | 1992     | Galileo Guidi              | PCI puis PDS         |                         |
| 1992                                     | 2001     | Renzo Giuntoli             | PDS puis DS          |                         |
| 2001                                     | 2003     | Roberto Fambrini           | Biancofiore puis UDC |                         |
| 2003                                     | 2004     |                            |                      | Commissaire préfectoral |
| 2004                                     | En cours | Antonio Abenante           | DS                   |                         |
| Les données manquantes sont à compléter. |          |                            |                      |                         |

### Hameaux
Veneri, Collodi, Alberghi, Chiodo, Malocchio, Pietrabuona, Medicina, Fibbialla, Aramo, San Quirico, Castelvecchio, Stiappa, Pontito, Sorana, Vellano, Zeri.

### Communes limitrophes
Bagni di Lucca (Lucques), Buggiano, Capannori (Lucques), Chiesina Uzzanese, Marliana, Massa e Cozzile, Montecarlo (Lucques), Piteglio, Uzzano, Villa Basilica (Lucques).

### Jumelages
- Nerja (Espagne)
- Oullins (France)

## Culture
- Museo civico di scienze naturali e archeologia della Valdinievole ;
- palazzo del Podesta :  Gypsothèque Libero Andreotti[2] ;
- museo della Carta à Pietrabuona[3] ;
- in piazza Matteotti :  Pinacothèque de San Michele.

## Tourisme
Pescia est la capitale de la Valdinievole et unit les monuments de valeur de son passé médiéval à une intense activité productive, concentrée surtout sur la floriculture. Elle présente les caractéristiques d’une cité médiévale née sur les deux rives du torrent Pescia, avec son centre historique bâti autour de l’église paroissiale et du marché.
Les principales activités économiques de la ville sont la production de fleurs et l'industrie du papier. Le vieux marché des fleurs, conçu par les architectes  Leonardo Savioli et Leonardo Ricci et leur équipe, a été réalisé dans les années 1948–1951. Grâce au commerce des fleurs, Pescia s'est considérablement développée et sa réputation est dorénavant mondiale (il faut rappeler les contacts que Pescia a établis avec la Belgique). La production de papier a des racines anciennes à Pescia qui dispute à d'autres villes italiennes (Fabriano et  Amalfi) la plus ancienne fabrique de papier italienne. À Pietrabuona se trouve le musée du papier.
La commune a, de plus, des instituts renommés comme le célèbre Istituto tecnico Agrario Dioniso Anzilotti, un des rares qui font encore internat (?), l'Istituto tecnico commerciale Marchi, l'Istituto professionale Sismondi, Pacinotti et enfin l'Istituto C. Lorenzini qui a quatre cursus : classique, scientifique, socio-psychopédagogique et linguistique.
Les haricots de Soranna sont cultivés selon la tradition sur les bords du fleuve. Ils sont célèbres pour leur peau pratiquement inexistante. 
L'autel de l'église de San Francesco conserve une œuvre du peintre lucquois Bonaventura Berlinghieri, réalisée vers 1235 et représentant six épisodes de la vie du saint. Cette œuvre est l’une des rares de cette époque qui nous soient parvenues. C'est la plus ancienne représentation de saint François.
Parmi les monuments de Pescia, on trouve :
- le Palagio ;
- le dôme ;
- le palais de la municipalité ;
- la bibliothèque capitulaire.

Parmi les monuments les plus significatifs de Pescia  méritent une visite, le beau dôme baroque flanqué d'un clocher du XIVe siècle et la Bibliothèque capitulaire où est conservée une belle petite statue de l’école de Della Robbia. À voir également, l'oratoire de Sant'Antonio Abate, remontant au XIIe siècle et remanié au siècle suivant, et l'église de San Francesco, reconstruite au XVIIe siècle selon son style gothique original. À l’intérieur, on peut admirer un retable de Bonaventura Berlinghieri représentant saint François et les récits de sa vie. Sur la rive droite du torrent Pescia se trouve la longue place Mazzini, prise entre le Palazzo dei Vicari du XIVe siècle et la Chiesa della Madonna di Pie' di Piazza, avec sa façade dans le style de Brunelleschi. En parcourant les silencieuses ruelles en amont de cette place, on rejoint place Santo Stefano où se trouve le Museo Civico Carlo Magnani, abrité dans un beau palais du XVIIIe siècle. On y conserve des tapisseries, des sculptures et des peintures de l'école toscane du XIVe au XVIIe siècle. Mérite également une visite la gypsothèque du sculpteur Libero Andreotti, présentée dans les locaux du Palazzo del Podestà
Son hôpital moderne est dédié aux saints Cosma et Damieno. Il prend ses origines dans la tradition médiévale des hospitalités dont fait partie l’église Saint-Antoine du XIVe siècle. Il servait à conforter les pèlerins le long de la voie Francigena dont deux branches nord-sud traversent l’Apennin en suivant précisément les vallées des deux torrents : celui de Pescia et celui de Collodi. Le long de cette voie, de nombreux hameaux ont conservé leur aspect ancien de bourgs fortifiés et aussi de centres religieux, comme en témoignent l’église paroissiale San Bartalomeo à Collodi et celle romane de Castelvecchio. Itinéraires très intéressants du point de vue culturel, entrecoupés de pauses culinaires savoureuses comme les fameux haricots de Sorana, produit typique d’un petit village de la montagne des environs de Pescia. On passe ainsi du centre-ville au territoire de la commune. L’on peut apprécier aussi un témoignage de l’histoire la plus récente des environs de Pescia : les anciens établissements industriels, le long des cours d’eau naturels ou canalisés. Ce sont des papeteries (à cette activité est consacré un musée à Pietrabuona), filatures, tanneries, toutes structures remises en valeur et étudiées seulement depuis peu de temps. Depuis l’après Seconde Guerre mondiale Pescia est, par contre, un des principaux centres italiens de la floriculture (fleurs sur pied) qui a sa vitrine tous les deux ans avec la « Biennale des Fleurs ».